# Amnéville Zoo
Amnéville Zoo (fr. Parc zoologique d’Amnéville) – ogród zoologiczny położony w Amnéville, w departamencie Mozela.